# Hossein Kazerani
Hossein Kazerani (ur. 4 kwietnia 1948 w Andimeshku) – irański piłkarz występujący podczas kariery na pozycji obrońcy.

## Kariera klubowa
Hossein Kazerani karierę rozpoczynał w latach 60. w drużynie Afsar Sharbani. W latach 1972–1979 był zawodnikiem PAS Teheran. Z PAS dwukrotnie zdobył Puchar Tacht Dżamszid, który był wówczas odpowiednikiem ligi w 1977 i 1978.

## Kariera reprezentacyjna
W reprezentacji Iranu Kazerani zadebiutował w 1973 roku.
W 1978 roku został powołany do kadry na Mistrzostwa Świata. Iran zakończył turniej na fazie grupowej a Kazerani wystąpił na turnieju w Argentynie we wszystkich trzech meczach z Holandią, Szkocją i Peru. Ogółem w latach 1973-1978 rozegrał w reprezentacji 26 meczów, w których zdobył 2 bramki.